# Без ансамбля
«Без ансамбля» (англ. Dance Flick) — американский пародийный музыкальный фильм 2009 года. Режиссёрский дебют Дэмиена Уэйанса. Многие члены семьи Уэйанс приняли участие в создании фильма.

## Сюжет
Меган Уайт после гибели матери была вынуждена переехать из пригорода в центр к отцу-алкоголику. Попутно девушке пришлось сменить и школу. В новой школе Меган сразу подружилась с Черити, а также прониклась симпатией к её брату Томасу. Томас, как и Меган, занимается танцами, только он занимается уличными танцами, а Меган балетом. Томас должен большую сумму денег местному авторитету по имени Шуг Беар. В ближайшее время должен состояться конкурс уличных танцевальных команд с большим денежным призом, но Томас не может принять в нём участие. Ранее трагически погиб один из членов его танцевальной команды и команда распалась.
Наступает вечер танцевального баттла. Томас требует от организаторов, чтобы его допустили до участия, но без ансамбля это невозможно. Неожиданно ему на помощь приходят его одноклассники, которые занимаются балетом. Хотя балет не относится к уличным танцам, им позволяют выступить. Команда Томаса идёт вровень с командой конкурентов и чтобы разрешить эту схватку объявляется баттл одиночек. Команда конкурентов ворует трюк команды Томаса и чисто исполняет его. На помощь Томасу приходит сам Шуг Беар, который, несмотря на свой огромный вес, исполняет брейк-данс. Команда Томаса одерживает победу.

## В ролях
- Шошана Буш — Меган Уайт
- Дэймон Уэйанс мл. — Томас Анклс
- Эссенс Аткинс — Черити Анклс
- Эффион Крокетт — Эй-Кон
- Крис Эллиотт — Рон Уайт
- Кристина Мерфи — Нора
- Дэвид Алан Грир — Шуг Беар
- Эми Седарис — мисс Камелтуа
- Ким Уэйанс — мисс Небеспокойтеменя
- Лорен Боулз — Глинн Уайт
- Бреннан Хиллард — Джек
- Джордж Гор II — Рэй
- Челси Макела — Трейси Трансфат
- Росс Томас — Тайлер Гейдж
- Шон Уэйанс — папочка малыша
- Марлон Уэйанс — мистер Муди
- Суфе Брэдшоу — Келоид
- Крэйг Уэйанс — Трак
- Кинен Айвори Уэйанс — мистер Сташ
- Тичина Арнольд — мама Рэя
- Лохлин Манро — тренер
- Шанте Уэйанс — прохожая

## Выпуск и приём
Фильм вышел в прокат 22 мая 2009 года. В мировом прокате фильм собрал $31,5 млн при бюджете в $25 млн. Критики прохладно приняли фильм. На сайте Rotten Tomatoes рейтинг «свежести» фильма составляет 18 %, на Metacritic у фильма 40 баллов из 100. Критики отмечали, что фильм несмешной и даже близко не дотягивает до «Очень страшного кино», снятого другим представителем семейства Уэйанс. Тем не менее, это добродушный фильм с весёлыми танцами. Обозреватель The Chicago Defender отметил, что многие актёры в этом фильме действительно умеют танцевать и ирония в том, что их танцы выглядят даже лучше, чем некоторые танцы из тех фильмов, которые они пародируют.

## Пародии
Основной сюжет фильма отсылает к фильмам «За мной последний танец» (2001) и «Танцы улиц» (2004). Кроме того фильм содержит многочисленные пародии и отсылки на другие танцевальные и музыкальные фильмы, а также на фильмы, которые выходили в то время: «Слава» (1980), «Танец-вспышка» (1983), «Грязные танцы» (1987), «Авансцена» (2000), «Женщина-кошка» (2004), «Рэй» (2004), «Столкновение» (2004), «Роллеры» (2005), «Девушки мечты» (2006), «Классный мюзикл» (2006), «Переходный момент» (2006), «Стон чёрной змеи» (2006), «Шаг вперёд» (2006), «Братство танца» (2007), «Лак для волос» (2007), «Сумерки» (2008) и др.